# Enzyklopädie der Geschichte der Ukraine

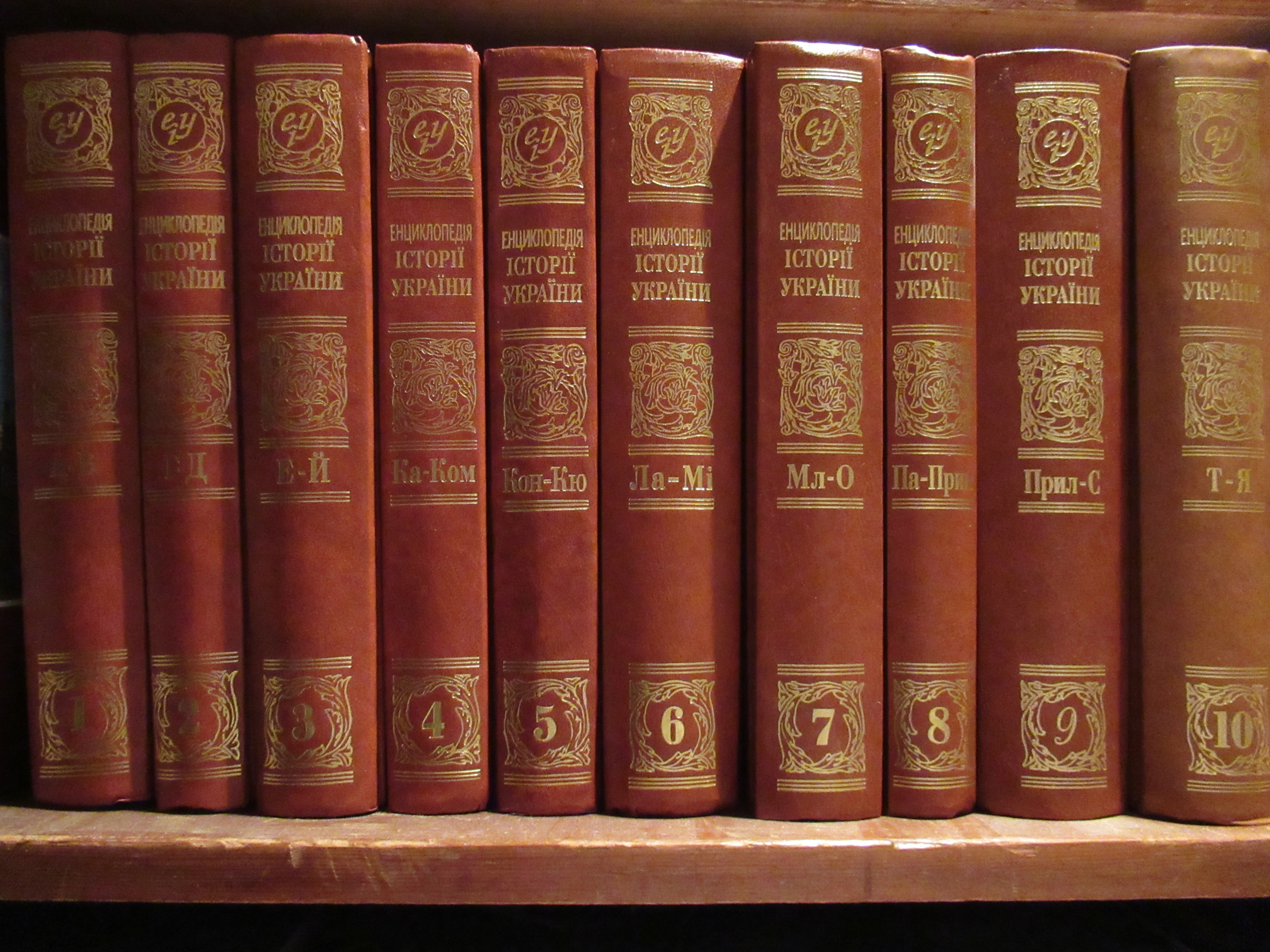
Enzyklopädie der Geschichte der Ukraine

Die Enzyklopädie der Geschichte der Ukraine (ukrainisch Енциклопедія історії України/Encyklopedija Istoriï Ukraïny) ist ein zehnbändiges wissenschaftliches Nachschlagewerk zur Geschichte der Ukraine.
Nach der Selbständigkeit der Ukraine erlebten insbesondere die Geschichtswissenschaften in der Ukraine einen Aufschwung. Im Zuge dessen wurde vom Institut für Geschichte der Nationalen Akademie der Wissenschaften der Ukraine eine von den alten sowjetischen Ideologemen und Perspektiven befreite Enzyklopädie der Geschichte der Ukraine geplant. Unter Leitung des Historikers und Akademiemitglieds Walerij Smolij erschienen von 2003 bis 2013 zehn Bände einer neuen Enzyklopädie der Geschichte der Ukraine in einer Auflage von 5000 Exemplaren im Staatsverlag Naukowa Dumka, die die frühere vierbändige Sowjetische Enzyklopädie der Geschichte der Ukraine von 1969 bis 1972 ablösten.
Die ungefähr zwischen 500 und 950 Seiten starken Bände, an der 864 Historiker aus der gesamten Ukraine, aus Russland, Polen, Litauen und Kanada mitgewirkt haben, enthalten an die 11.000 Artikel, die mit zahlreichen Literaturangaben und Schwarz-Weiß-Abbildungen sowie Kartenmaterial versehen sind.
In Planung sind zwei Ergänzungsbände Ukraine – Ukrainer, die der Ukraine allgemein sowie den jüngsten zeitgeschichtlichen Ereignissen, Euromajdan, Annexion der Krim durch Russland und dem Russisch-Ukrainischen Krieg gewidmet sein werden. Der erste Band erschien im Dezember 2018.
Die Enzyklopädie ist online recherchierbar über die Seite des Instituts für Geschichte, zusätzlich sind die zehn Bände als vollständige PDF-Dokumente abrufbar.